# Juglon
Juglon je prirodno bojilo, C10H603, (C.I. 75500), talište 154 °C, kristalizira u narančastim iglicama i prizmama. Otopljen u razrijeđenim alkalijama postaje ljubičast, ali brzo zbog oksidacije postaje smeđ. Juglon polagano boji kožu tamno žutosmeđe. Nalazi se u zelenim dijelovima oraha (lat. Juglans regia), ali i u drugim biljkama istog roda (Juglans nigra, J. cinerea). Upotrebljava se obojena komponenta orahova ulja za zaštitu od djelovanja Sunčeva zračenja. Juglon boji smeđežuto vunu namočenu u aluminijske, kromne i željezne soli, a ružičasto pamuk namočen u aluminijske soli.

## Prirodna bojila
Prirodna bojila su obojeni organski spojevi koji se nalaze u stanicama biljaka i životinja, te u mikroorganizmima. Prirodna bojila mogu se u njima nalaziti u slobodnom obliku (kurkumin) ili u spoju sa šećerom i bjelančevinama. Neka su bojila (indigo, antikni purpur) bezbojna, pa se od njih dobiva obojen spoj oksidacijom, fermentacijom ili fotokemijskim postupkom. 

### Karbociklička prirodna bojila
Sva prirodna bojila karbocikličke skupine imaju kinonske strukturne dijelove. U prirodi se nalazi oko 150 vrsta takvih bojila, ali je samo malo njih upotrebljivo kao bojila ili pigmenti. Među njima su tehnički važna samo ona bojila koja su derivati naftokinona i antrakinona. U prvoj su skupini alkanin, juglon i loson, a u drugoj alizarin, frangulaemodin i krizofanska kiselina.

### Kinoni
Kinoni (kin[in] + [ket]oni) su nezasićeni ciklički diketoni, snažno (intenzivno) obojene, fiziološki važne kemijske tvari prisutne u biljkama i nekim životinjama. Strukturno im je obilježje to što njihove dvije karbonilne skupine (–CO) s ostalim ugljikovim atomima tvore ciklički sustav povezanih (konjugiranih) dvostrukih veza. Temeljni je spoj skupine kinon (p-benzokinon), C6H4O2. Kinonima pripadaju i naftokinoni, antrakinoni, juglon, a od derivata (izvedenih spojeva) neki antibiotici, vitamin K i drugi. Sintetski derivati kinonâ upotrebljavaju se u proizvodnji bojila (napose derivati antrakinona) i sredstava protiv biljnih štetočina (osobito derivati benzokinona i naftokinona).

## Primjena juglona
U dostupnoj literaturi nema epidemioloških studija niti izvješća koja ukazuju na povezanost izloženosti juglonu s rizikom pojave tumora kod ljudi. Međutim, postoje istraživanja o utjecaju juglona na različite vrste tumora u ljudskim stanicama in vitro te ona pokazuju dobre rezultate koji idu u prilog razvoju lijekova protiv tumora na bazi juglona.
Orah sadrži kemikaliju koja se zove hidrojuglon, a izlučuje ju iz korijena u tlo. Ove kemikalije ima i u lišću te drugim dijelovima oraha - grančicama, kori, cvijetu, ovojnici plodova. Kemikalija hidrojuglon koja inače nije otrovna, u dodiru s kisikom oksidira u visokotoksični juglon. Osjetljivije biljke koje su uzgajane u blizini oraha zbog toga venu, žute ili uopće ne napreduju u rastu jer im juglon sprječava dotok potrebne energije za metaboličku aktivnost. Na umu treba imati kako se korijen oraha može raširiti 3 do 4 puta više od promjera krošnje. Kada je riječ o lišću, nakon što opadne, kiša juglon odnosi u tlo, a kako nije topiv u vodi, ne odlazi duboko u zemlju. Zbog toga je važno redovito skupljati lišće s gredica i to prije nego kiša ispere ovu kemikaliju u tlo. Lišće oraha možete kompostirati jer se razgradnjom organske tvari razgrađuje i juglon pa se njegova koncentracija smanjuje. U tlu se juglon razgradi za oko 2 mjeseca, a u kompostnoj hrpi za tri do četiri tjedna. U blizini oraha treba uzgajati biljke koje nije osjetljivo na juglon, odnosno, izbjegavati sijati i saditi ono koje je osjetljivo, navodi Iowa State University, a u što sam se i sama uvjerila pa mi tako ove godine ispod oraha paprika nikako nije napredovala, a krumpir, bez obzira na to što je godina za njega bila idealna, sam vadila jednake veličine kakav sam i posadila. Povrće osjetljivo na juglon je: rajčica, paprika, krumpir, patlidžan, kupus, šparoga, rabarbara. Cvijeće osjetljivo na juglon je: petunija, narcis (zelenkada), krizantema, hortenzija, ljiljani, azalea, biljke iz porodice Ericaceae, Potentilla spp. Stabla osjetljiva na juglon su: jabuka, kruška, višnja, kupina, borovnica, bijeli bor, crveni bor. Biljke koje nisu toliko osjetljive su kukuruz, grah, luk, repa, mrkva, tikvice, vinova loza, breskva, nektarina, trešnja, šljiva, japanski javor, neven i druge.